# Eupithecia semicalva
Eupithecia semicalva är en fjärilsart som beskrevs av András Vojnits 1979. Eupithecia semicalva ingår i släktet Eupithecia och familjen mätare. Inga underarter finns listade i Catalogue of Life.